# Мамедов, Исмаил Орудж оглы
Исмаил Орудж оглы Мамедов (азерб. İsmayıl Oruc oğlu Məmmədov; род. 15 ноября 1946, Арегуни, Басаргечарский район) — азербайджанский учёный, доктор филологических наук.

## Биография
Исмаил Мамедов родился 15 ноября 1946 года в селе Сатанахач Басаргечарского района Армянской ССР.
Окончил филологический факультет Азербайджанского педагогического института языков имени М. Ф. Ахундова.
В 1993—1995 годах преподавал в Азербайджанском педагогическом университете, в 1993—1999 годах в 291-м и 43-м лицеях г. Баку.
С 1999 года и по настоящее время преподает Азербайджанский язык в Бакинском Государственном Университете.
Является старшим научным сотрудником, заведующим отдела лексикографии Институте языкознания имени Насими НАНА.

## Научная деятельность
Исмаил Мамедов — автор 160 опубликованных научных работ, 3 монографий. Исмаил Мамедов положил основу раздела этнолингвистики в азербайджанском языкознании. Под его руководством защитились 4 кандидата наук.

### Избранные научные труды
- Мамедов И. О.. Словарь этнографических терминов азербайджанского языка. — Баку: Азернешр, 1987.

- Мамедов И. О.. Экран, эфир и язык (монография). — Баку: Элм, 1989.

- Мамедов И. О.. Словарь ударений. — Баку: Элм, 1993.

- Мамедов И. О.. Разговорник (Азербайджанско-русский разговорник). — Баку, 1995.

- Мамедов И. О.. Толковый словарь азербайджанского языка. — Баку: Чираг, 1997.